# Farallonöarna

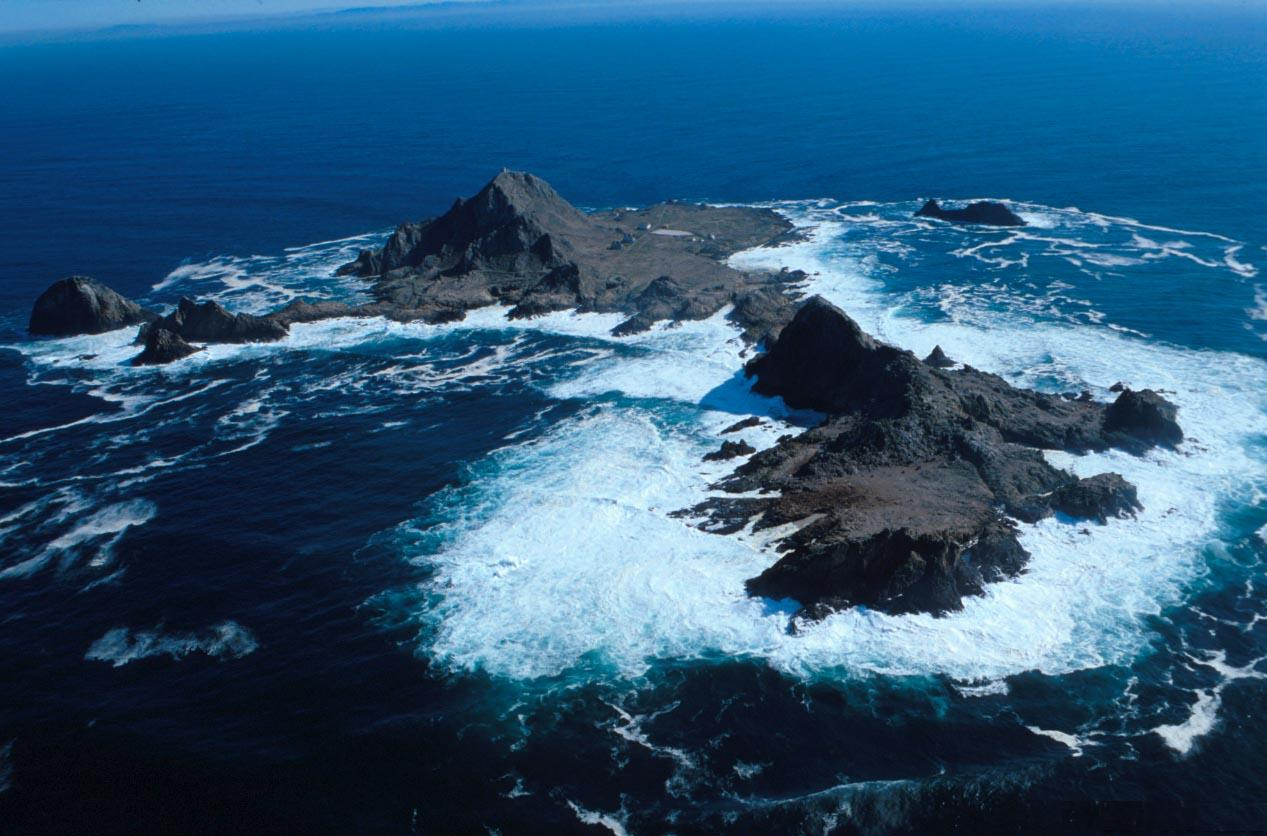
Farallonöarna

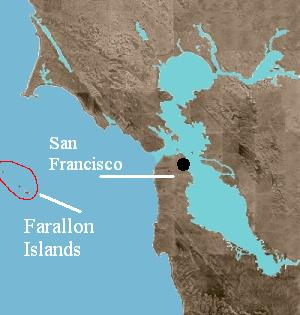
Farallonöarnas läge i USA.

Farallonöarna (engelska: Farallon Islands, spanska: Los Farallones) eller Farallonerna (engelska:  Farallones) är en ögrupp med raukar, belägen i Farallongolfen utanför San Francisco i Kalifornien i USA. Öarna tillhör San Francisco stad, och kan i klart väder ses från fastlandet. Den enda bebodda platsen på öarna är Sydöstra Farallonön, där forskare från den bevarandebiologiska organisationen PRBO håller till. Öarna är ett naturreservat och är inte öppna för allmänheten.

## Historia
Den första dokumenterade landstigningen på ön gjordes av upptäcktsresande Juan Rodriguez Cabrillo 1539. Han namngav ögruppen till "Farallones", vilket ungefär betyder "små spetsiga öar". Senare besökte den engelska kaparen Francis Drake öarna och namngav dem "Islands of Saint James" eftersom han var där på dennes dag, den 25 juli 1579. Namnet finns kvar i en av de små nordliga öarna. Även den spanska upptäckaren Sebastián Vizcaíno namngav öarna, han valde "Los Frayles", ungefär "Munkarna", när han kom dit 1603. Men det blev det första namnet ögruppen fick och som sedermera anglifierades till Farallon.
Fram till början av 1800-talet fanns stora sälkolonier, förmodligen av Guadalupepälssäl och Nordlig pälssäl, på öarna. De började då att jagas och mellan åren 1807 och 1812 finns uppgifter på att 100 000 sälar dödades av amerikanska och brittiska säljägare. Därefter kom ryska säljägare och de dödade något tusental sälar per år fram till 1836. Sälkolonierna återhämtade sig inte och försvann så småningom helt. Någon gång på 1990-talet etablerades en mindre koloni av Guadalupepälssäl åter på öarna.
På ön Southeast Farallon Island står fyren Farallon Island Light som byggdes 1855 och var bemannad fram till 1972 då den automatiserades.
De fågelrika öarna utnyttjades också för äggplockning och äggen såldes som mat till den växande staden San Francisco under mitten av 1800-talet.  Ett företag, Pacific Egg Company, bildades och hävdade ensamrätt till äggplockningen. Som mest uppskattas 500 000 ägg ha plockats rekordåret 1853. Äggplockning var även en bisyssla för fyrvaktarna på ön och flera andra företag och privatpersoner struntade i Pacific Egg Companys ensamrätt. År 1863 drabbade personal från Pacific Egg samman med oberoende plockare vilket ledde till att två personer avled och flera skottskadades i vad som kom att kallas "The Farallon Egg Wars", ungefär Äggkriget på Farallonöarna. Pacific Egg behöll sin ensamrätt men när de senare även attackerade fyrvaktare förlorade de sin ställning. Äggplockningen försvårades av rovdriften och konkurrens av äggfarmer på fastlandet. Äggplockningen var också en av anledningarna till att president Theodore Roosevelt gjorde flera öar till naturreservat för att skydda dem.
Utanför öarna hade USA ett dumpningsområde för radioaktivt avfall mellan åren 1946 och 1970, även om dumpningarna nästan helt hade upphört redan 1960. Totalt sänktes närmare 50 000 200-liters behållare med radioaktivt avfall. Det mesta var lågaktivt avfall. Där sänktes också hangarfartyget USS Independence (CVL-22) efter att det hade varit utsatt för atomvapenprover.
På öarna finns naturreservatet Farallon National Wildlife Refuge som fick så kallad vildmarksstatus 1974 efter beslut 93-550 i USA:s kongress. Reservatet omfattar alla öar utom den sydöstra. Forskare undersöker hur naturen återhämtar sig efter människans påverkan som rovdrift på säl och fågelägg, inplantering av katter, kaniner och råttor samt oljespill och annan nedsmutsning.